# 토마스 만
토마스 만(독일어: Thomas Mann, 1875년 6월 6일 ~ 1955년 8월 12일)은 독일의 평론가이자 소설가이다. 사상적인 깊이, 높은 식견, 연마된 언어 표현, 짜임새 있는 구성 등에 있어서 20세기 독일 제일의 작가로 알려져 있다. 1929년 노벨 문학상을 비롯, 괴테 상 등 많은 상을 받았다.
토마스 만의 형은 급진적인 작가 하인리히 만이다. 그리고 6명의 자식 중 3명인 Erika Mann, 클라우스 만, Golo Mann들도 또한 독일의 중요한 작가로 성장했다.

## 생애

### 문학입문
토마스 만은 평의원이며 곡물 상인이었던 토마스 요한 하인리히 만과 율리아 다 실바 브룬스 부부 사이에서 두 번째 아들로 독일의 뤼베크에서 태어났다. 어머니 율리아는 7살 때 독일로 망명한 부분적 독일계 브라질리안이다. 토마스 만의 아버지가 1891년에 돌아가시면서 회사는 청산되었다. 1893년 뮌헨으로 이주하여 보험 회사의 견습 사원이 되었다. 이때 첫 작품 <호의>가 잡지에 실리면서 문단에 데뷔하였다.

### 첫 번째 소설
토마스 만은 뤼베크 체육관 기술 분야에 참가하면서, 뮌헨 대학과 기술대학에서 시간을 보내게 된다. 그 당시 그는 역사, 경제학, 미술역사, 문학등을 공부하게 되면서 언론계로 커리어를 준비하게 된다. 그는 이탈리아 팔레스트리나에서 살았던 1년을 제외하면 1891년부터 1933년까지 형이자 소설가인 하인리히와 함께 뮌헨에 거주하게 된다. 토마스 만은 보험회사에서 1894년에서 1895년까지 일을 하게 된다. 그가 Simplicissimus에서 글을 쓰기 시작하면서 작가로서의 커리어를 시작하게 된다. 토마스 만의 첫 번째 소설은 1898년에 출판된 "꼬마 프리데만 씨"이다.
1901년 부유한 상인의 집안이 4대에 걸쳐 몰락하는 과정을 그린 장편 <부덴브로크스 가의 사람들>을 발표하여 문단에서의 자리를 굳혔다.
그가 동성애 관계를 가졌다는 여러 정황이 있으나 종국에는 카티아 프링스하임과 사랑에 빠졌다. 1905년, 그는 그녀와 결혼을 하며, 6명의 아이들을 낳았다.

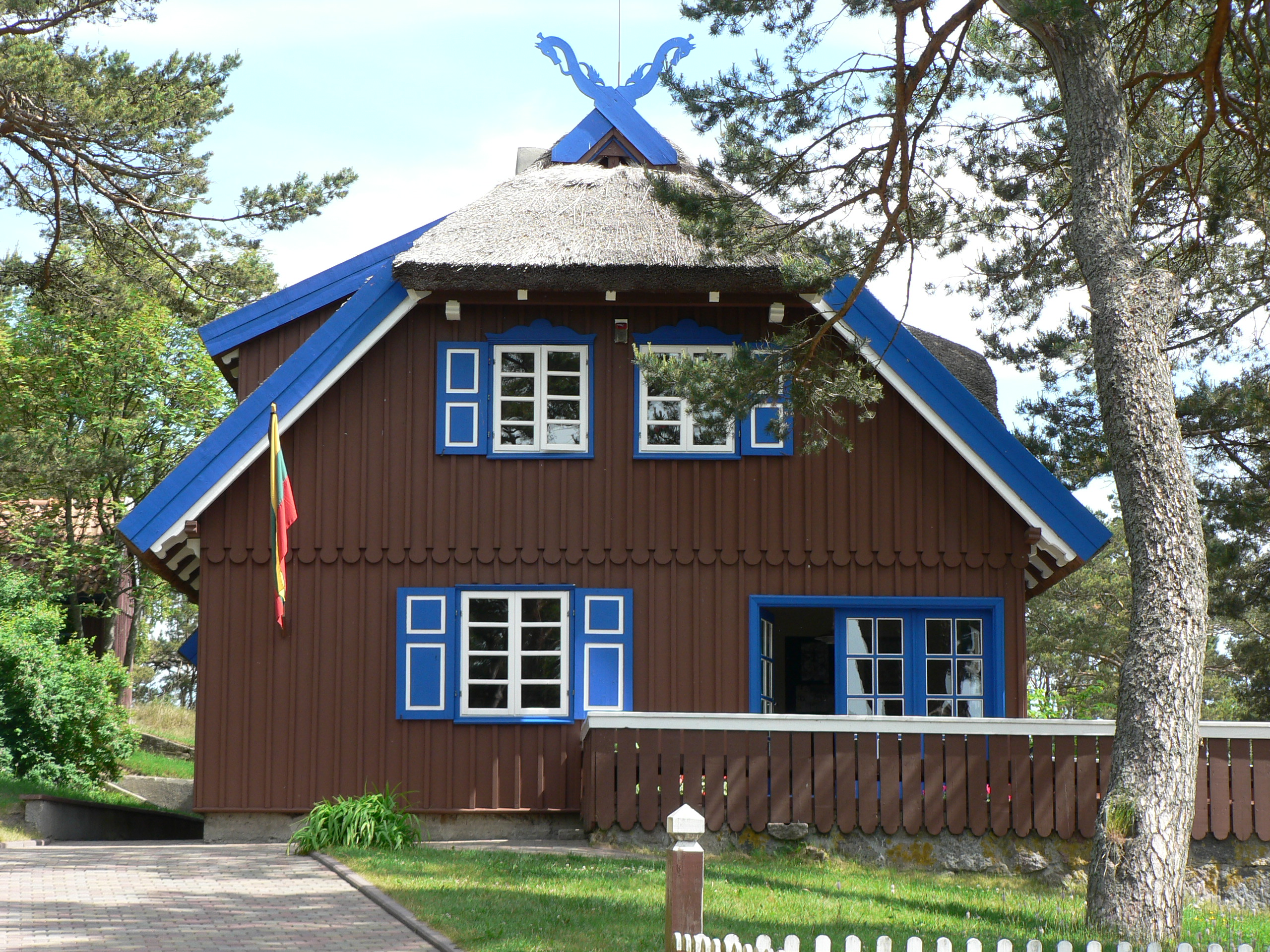
The summerhouse of Thomas Mann in Nida

### 제1차 세계대전
제1차 세계 대전이 일어나자 <프리드리히와 대동맹> <비정치적 인간의 고찰> <독일 공화국에 대하여> 등 정치적 논설을 발표하고, 점차 구낭만주의적인 반지성주의를 벗어나, 새로운 휴머니즘을 품기 시작하였다. 1924년 12년간의 노력의 결정인 장편소설 <마의 산>을 발표하였는데, 이 소설은 손꼽히는 발전 소설로서 독일 문학사상 중요한 위치를 차지하고 있다.

### 요셉과 그 형제들
1929년 토마스 만은 Nidden(Nida, 리투아니아)에 있는 어촌에 오두막을 가진다. 그 곳에는 독일 예술 공동체가 있었으며, 1930년에서 1932년 여름에는 "요셉과 그의 형제들(Joseph and his Brothers)"을 집필한다. 현재 이 오두막은 소규모 전시를 하면서 토마스 만에 대한 문화적인 중심이 됐다.

### 나치의 박해
1933년 나치스 정권 성립으로 조국을 떠나, 남프랑스·스위스 등을 거쳐, 1938년 미국에 이르렀다. 그 곳에서 프린스턴 대학에서 수업을 한다. 제2차 세계 대전 때는 높은 휴머니즘의 입장에서 민주주의 옹호를 위해 싸웠다.

### 스위스
1942년 그의 가족들은 캘리포니아 로스엔젤레스에 있는 Pacific Palisades로 이사를 한다. 그 곳에서 제2차 세계 대전이 끝날 때까지 살게 된다. 1944년 6월 23일, 토마스 만은 미국 시민권을 받게 된다. 1952년에 스위스, 취리히 근처에 있는 Kilchberg에서 살게 된다.

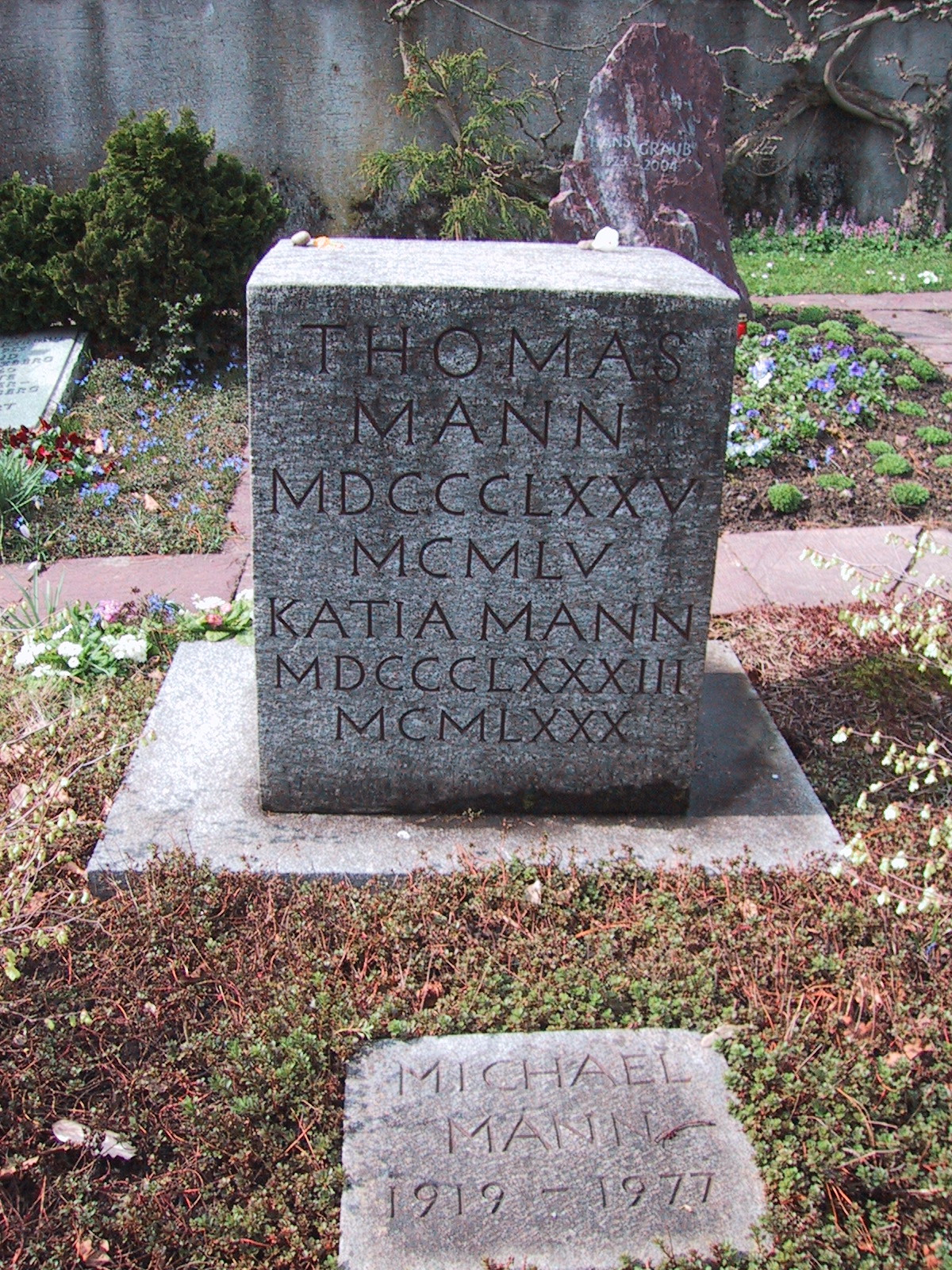
Kilchberg에 묻힌 토마스 만.

그는 독일을 규칙적으로 여행하긴 했지만, 그 후로 살지 않았다. 가장 유명한 독일 방문은 1949년 요한 볼프강 폰 괴테의 200주년이다.

### 별세
1955년 취리히에 있는 한 병원에서 아테롬선 동맥 경화증으로 죽고, Kilchberg에 묻힌다. 많은 협회들이 그의 이름을 기린다.
토마스 만의 작품은 처음으로 H. T. Lowe-Porter가 번역했다. 그녀는 토마스 만의 작품을 영어권 사회에 크게 전파시켰다.

### 자녀들
| 이름                              | 출생             | 사망            |
| --------------------------------- | ---------------- | --------------- |
| 에리카                            | 1905년 11월      | 1969년 8월 27일 |
| 클라우스                          | 1906년 11월 18일 | 1949년 5월 21일 |
| 안젤루스 고트프리트 토마스 "고로" | 1909년 3월 29일  | 1994년 3월 7일  |
| 모니카                            | 1910년 6월 7일   | 1992년 3월 17일 |
| 엘리자베트                        | 1918년 3월 24일  | 2002년 2월 8일  |
| 미카엘                            | 1919년 3월 21일  | 1977년 1월 1일  |

## 정치적인 관점
제1차 세계 대전 동안, 토마스 만은 카이저의 (독일의 빌헬름 2세) 보수주의를 지지하고 진보주의를 공격한다.
1930년 토마스 만은 베를린에서 "An Appeal to Reason"라는 연설을 한다. 그는 강하게 나치중심 사회주의를 비난하고 운동권들에 의한 반대를 격려한다. 이것은 그가 집필한 수많은 평론과 문학에서 나치를 공격한 것에서 알 수 있다. 동시에 그는 사회주의자들의 생각에 대해서 늘어나는 동정을 표현했다. 1933년 나치가 집권을 했을 당시, 토마스 만과 아내는 스위스에서 주말을 보냈다. 나치 정책에 대한 그의 매우 강력한 비난 때문에, 아들 클라우스는 돌아가지 말자고 권했다. 하지만 토마스 만의 책은 하인리히나 클라우스의 책들과는 달리, 히틀러 정권에 의해서 태워지지 않았다. 물론 그것은 그가 1929년 노벨상을 받았기 때문이다. 결국 1936년 나치 정권이 공식적으로 토마스 만의 독일 시민권을 빼앗아간다. 몇 달 후, 그는 캘리포니아로 이사를 가게 된다.
그러나 1933년 8월 26일이라고 기록된 개인적인 편지(그러나 2007년 8월 30일에 공개됐다)에서, 이미, 토마스 만은 나치즘에 대한 견해를 표현하고 있었고, 이것은 후에 "파우스투스 박사(Doktor Faustus)"와 일치한다. 이 소설에서, 토마스 만은 2차 대전에서 모든 잔인함에 대한 독일 국민에 대한 역사적인 책임감을 가진 몇몇 지역들을 언급한다.
전쟁 동안, 토마스 만은 반-나치 라디오 연설 시리즈(Deutsche Hörer! ("German listeners!"))를 만든다. 이것은 미국에서 녹음돼서 영국에 전해지고, BBC가 방송을 하게 되면서 독일 청취자들이 듣기를 원한다.
사회 비판가 Michael Harrington의 컬렉션 The Accidental Century에 있는 "Images of Disorder"는 토마스 만의 정치적 성형이 바뀌는 것을 설명한다.

## 주요 작품
- 《꼬마 프리데만 씨 (Der kleine Herr Friedmann)》 (1898년)
- 《부덴브로크가(家)》(Buddenbrooks) (1901년): 토마스 만과 그의 형인 소설가 하인리히 만(Heinrich Mann)의 출생지인 북독일 뤼벡의 한 상인 가문의 가족사이다.[2]
- 《토니오 크뢰거 (Tonio Kröger)》 (1903년)
- 《대공전하 (Königliche Hoheit)》 (1909년)
- 《베네치아에서의 죽음 (Der Tod in Venedig)》 (1912년)
- 《마의 산 (Der Zauberberg)》 (1924년)
- 《요셉과 그의 형제들 (Joseph und seine Brüder)》 (1933년-43년)
- 《Das Problem der Freiheit》 (1937년)
- 《바이마르의 로테 (Lotte in Weimar)》 (1939년)
- 《Die vertauschten Köpfe - Eine indische Legende》 (1940년)
- 《파우스투스 박사 (Doktor Faustus)》 (1947년)
- 《거룩한 죄인 (Der Erwählte)》 (1951년)
- 《사기꾼 펠릭스 크룰의 고백 (Bekenntnisse des Hochstaplers Felix Krull. Der Memoiren erster Teil)》 (1922년/1954년)
- 《바그너와 우리 시대 (Wagner und unsere Zeit》(S. Fischer Verlag, GmbH, Frankfurt am Main, 1963) (안인희 역, 포노, 2022)

## 참고 문헌
- 이 문서에는 다음커뮤니케이션(현 카카오)에서 GFDL 또는 CC-SA 라이선스로 배포한 글로벌 세계대백과사전의 내용을 기초로 작성된 글이 포함되어 있습니다.